# Sarcosagium campestre
Sarcosagium campestre är en lavart som först beskrevs av Elias Fries, och fick sitt nu gällande namn av Poetsch & Schied. Sarcosagium campestre ingår i släktet Sarcosagium och familjen Thelocarpaceae.  Arten är reproducerande i Sverige. Inga underarter finns listade i Catalogue of Life.